# Isabell Šuba

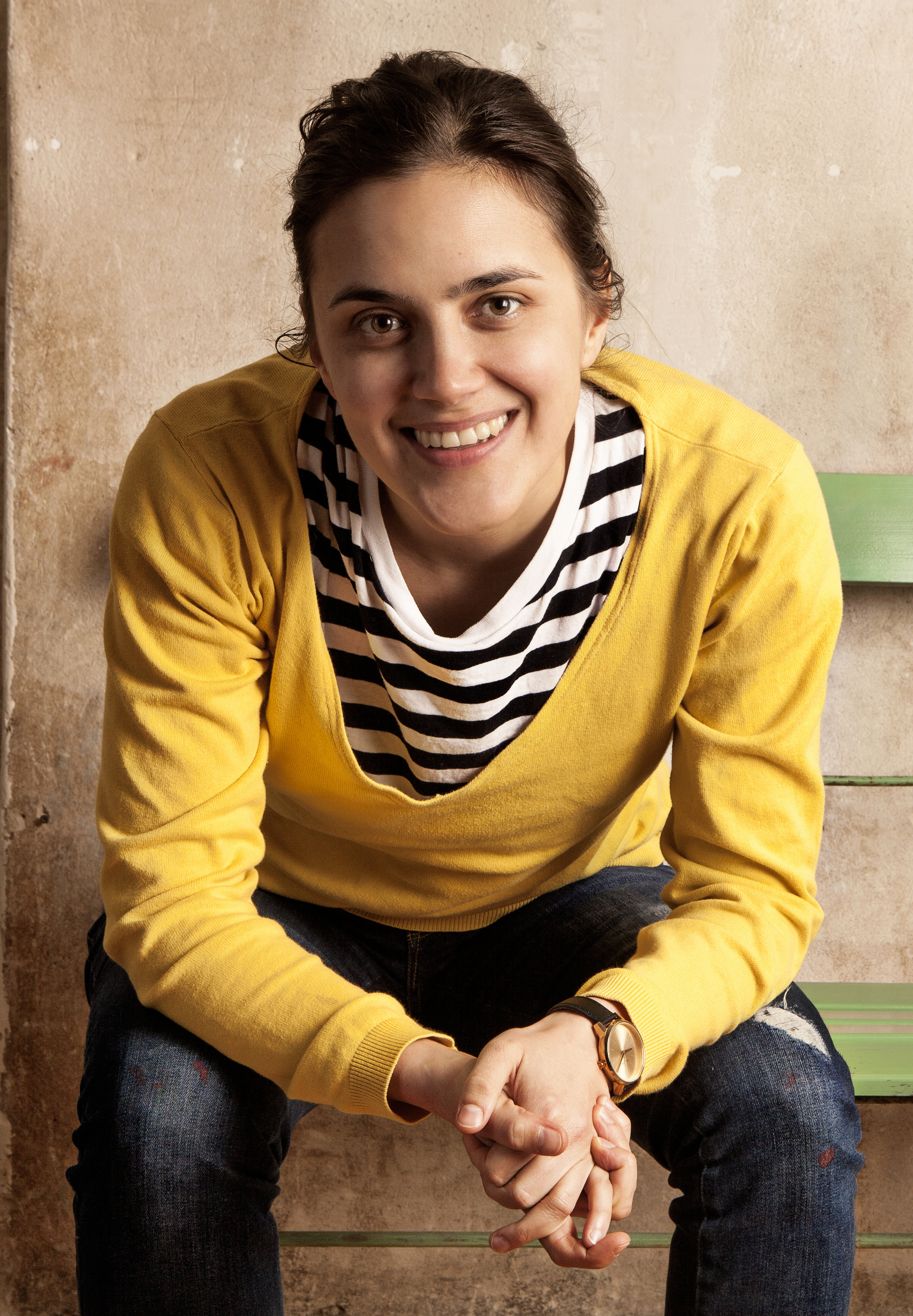
Isabell Šuba (2015)

Isabell Šuba (* 6. September 1981 in Berlin) ist eine deutsche Filmregisseurin von Filmen wie Der Barcelona-Krimi, Hanni & Nanni - Mehr als beste Freunde oder Männer zeigen Filme & Frauen ihre Brüste.

## Leben und Werk
Šuba studierte Regie an der Filmhochschule Babelsberg. 2011 schloss sie das Regiestudium ab. Ihr Abschlussfilm, das 30-minütige Soldatinnen-Actiondrama Jetzt aber Ballett, lief sowohl auf nationalen als auch internationalen Festivals. Ebenfalls 2011 wurde sie als Stipendiatin in das Begabtenförderungs-Programm der Konrad-Adenauer-Stiftung aufgenommen und schrieb ihre theoretische Meisterschülerinnen-Arbeit Frauenrollen im männerdominierten Filmbusiness. Bis 2014 war sie unter der Leitung von Andreas Kleinert und Helke Misselwitz Meisterschülerin an der Filmuniversität Babelsberg.
Parallel zu ihrem Diplomstudium assistierte Šuba dem Schauspielcoach Frank Betzelt und bildete sich darüber hinaus in verschiedenen Schauspielseminaren zu Methoden der Schauspielkunst weiter. Hierfür besuchte sie u. a. die Master Class von Larry Moss, Susan Batson, Keith Johnstone und Prodromos Antoniadis.
Aus den Impulsen dieser Arbeit gründete sie 2014 das Regie- und Schauspieltraining Whatever Works, bei dem sich Schauspieler und Regisseure treffen und gemeinsam ihre Methoden verbessern können.
Auf den 65. Internationalen Filmfestspielen von Cannes 2012 war Isabell Šuba mit ihrem Dokumentarfilm Chica XX Mujer im Kurzfilmwettbewerb vertreten und wurde mit dem Next Generation Short Tiger ausgezeichnet. Für ihr satirisches Langspielfilmdebüt Männer zeigen Filme & Frauen ihre Brüste erhielt sie unter anderem die Auszeichnung der Jugendjury des Max-Ophüls-Filmfestival 2014 sowie den Preis für den besten gesellschaftlich relevanten Film.
Anfang 2017 startete das von Šuba gegründete Mentorenprogramm INTO THE WILD, für das sich erstmals alle deutschen Filmhochschulen zusammengeschlossen haben. Im Rahmen des Programms werden ausgewählte Filmemacherinnen aller Gewerke bei der Entwicklung und Realisation ihrer Stoffe gefördert. 2020 begann mit 13 Frauen der zweite Jahrgang. Mittlerweile gehören nicht nur die offiziellen Filmförderanstalten zum FörderInnenkreis, sondern auch Unternehmen wie Netflix. Der Streamingdienst unterstützt das Mentorinnenprogramm im Rahmen ihres internationalen Förderprogramms für die Ausbildung weiblicher Talente. Zu Mentorinnen gehören u. a. Julia von Heinz, Marlies Hepller, Sarah Kirkegaard, Maria Furtwängler.
Für ihren Kinospielfilm Hanni & Nanni – Mehr als beste Freunde (2017) arbeitete sie mit UFA Fiction und Feine Filme zusammen und drehte mit Schauspielern wie Sascha Vollmer, Henry Hübchen, Jessica Schwarz und Katharina Thalbach.
2018 und 2019 drehte sie die beiden Barcelona-Krimis Blutiger Beton und Entführte Mädchen mit Clemens Schick, Anne Schäfer, Bettina Hoppe und Tara Fischer. In Blutiger Beton arbeitete sie mit dem Kameramann Jens Harrant.
Gemeinsam mit Lilli Tautfest führte sie 2020 Regie für die Mini-Serie HEULDOCH – Therapie wie noch nie. In der satirische Miniserie spielen Karin Hanczewski und Bärbel Schwarz zwei Gefängsnisausbrecherinnen, die erst aus Versehen, dann strategisch in die Rolle einer Therapeutin schlüpfen und vier wegen sexuellen Übergriffen angezeigte Männer „therapieren“, bzw. versuchen an deren Geld zu kommen.
Außerdem arbeitet Šuba in einem feministischen Kollektiv r.O.K.S. mit dem sie Serienformate für neue weibliche intersektionale Narrative entwickelt.
Isabell Šuba lebt und arbeitet in Berlin.

## Filmografie
- 2008: 12. Etage (Kurzdokumentarfilm)
- 2009: Tallulah & Killerhead (Kurzfilm)
- 2010: Chica XX Mujer (Kurzdokumentarfilm)
- 2011: Peter Pan ist tot (Kurzfilm)
- 2012: Jetzt aber Ballett (TV-Kurzfilm)
- 2013: Männer zeigen Filme & Frauen ihre Brüste
- 2017: Hanni & Nanni – Mehr als beste Freunde (Kino-Film)
- 2018: Der Barcelona-Krimi: Blutiger Beton (Fernsehreihe)
- 2019: Der Barcelona-Krimi: Entführte Mädchen (Fernsehreihe)
- 2020: #HEULDOCH – Therapie wie noch nie (Mini-Serie, 5 Folgen)
- 2022: King of Stonks (Fernsehserie)